# N839 (België)
De N839 is een gewestweg in de Belgische provincie Luxemburg. De route verbindt de N4 bij Aye met de N63 E46 bij Marche-en-Famenne. De route heeft een lengte van ongeveer 3 kilometer en bestaat uit twee rijstroken voor beide rijrichtingen samen.